# Балахничёва, Наталья Геннадьевна
Ната́лья Генна́дьевна Балахничёва (род. 17 декабря 1974, Кирово-Чепецк) — российская балерина, прима театра «Кремлёвский балет». Народная артистка России (2010).

## Биография и творчество
Родилась в городе Кирово-Чепецке. С 1989 по 1993 год обучалась искусству танца, занимаясь в классе Л. П. Сахаровой в Пермском государственном хореографическом колледже.
Во время обучения снялась в документальном фильме «Пленники Терпсихоры», и возможно, эта роль стала переломной в её жизни, ибо некоторое время спустя, Наталья Балахничёва получила приглашение работать в театре «Кремлёвский балет» города Москвы, где и выступает до настоящего времени.
За время работы в театре «Кремлёвский балет» она принимала участие в постановках: «Лебединое озеро», «Щелкунчик» (партия Мари), «Золушка» (Золушка), «Зевс» (Леда), «Тысяча и одна ночь» (Царевна Будур), «Эсмеральда» (Эсмеральда), «Наполеон Бонапарт» (Русская невеста), «Дон Кихот» (Китри), «Шопениана», «Жизель» (Жизель), Снегурочка («Снегурочка»), «Каменный цветок» (Катерина), «Иван Грозный» (Анастасия), «Жар–Птица» (Дева-краса), «Том Сойер» (в роли Бекки), «Синий бог» (Девушка), «Катя и принц Сиама» (Е. Д.), «Спящая красавица» (Аврора, принцесса Флорина), «Фигаро» (графиня Розина) и некоторых других, где исполняла главные партии. В октябре 2008 года исполнила партию Катерины в премьере балета "Каменный цветок" (балетмейстер Андрей Петров, Екатеринбургский театр оперы и балета).
На официальном сайте театра про неё говорится: «Яркий талант и индивидуальность танцовщицы проявляются в особой пластике и проникновенной выразительности движений. Её героини загадочны и хрупки, глубоко лиричны и красивы».
Старший балетмейстер-репетитор Кремлёвского балета Екатерина Максимова говорила Наташиной маме Татьяне Павловне: «Как бы я её ни бранила, но Бог её поцеловал, Бог её коснулся...». А Татьяна Павловна и не сомневалась, увезла десятилетней в Пермь, в хореографическое училище, хотя педагоги Кирово-Чепецкой школы, где Наталья Балахничёва занималась по классу скрипки, наперебой отговаривали: «Что вы делаете?!» И пророчили если не большое скрипичное будущее, то вполне нормальное музыкальное образование. Но было уже сказано: «Балериной будет!».
Впоследствии в своих мемуарах Екатерина Максимова так отзывалась о Наталье Балахничёвой:

В серьёзную балерину выросла в «Кремлёвском балете» Наташа Балахничёва. Она единственная, кто сейчас танцует весь репертуар. Не могу сказать, что Наташа — открытый человек, но контакт у меня с ней есть. Она по своей натуре сосредоточенно-углублённая в себя, в тот потаённый внутренний мир, в котором существует. Говорят, Наташа похожа на меня — да, что-то есть, но чисто внешнее: по пропорциям, по пластике, по линиям, а не потому, что я хотела ей что-то навязать или она пыталась меня копировать. Наоборот, она всегда ищет своё. Наташа пока сама не разберёт, сама не переварит, сама не воспримет, ни за что не сделает! Поэтому с ней работать трудно, но интересно. Конечно, она сейчас сильно изменилась: и техника выросла, и актёрская выразительность. — Е. С. Максимова

### Семья
- Балахничёв Геннадий Иванович (1948—2009) — папа, член Союза художников России, пейзажист и портретист, кировский художник
- Балахничёва Татьяна Павловна — мама, дипломированный тренер-хореограф по гимнастике, мастер спорта
- Балахничев Данил Витальевич — брат Натальи.

## Награды и премии
- 1992 год — Диплом Международного конкурса артистов балета
- 1994 год — Диплом Первого Международного конкурса «Майя»
- 1996 год — «Московские дебюты» за виртуозное исполнение партии Людмилы («Руслан и Людмила») получила первую премию.
- 2000 год — Молодёжный грант премии «Триумф»
- 2002 год — Премия города Москвы в области литературы и искусства
- 2004 год — Премия журнала «Балет» (номинация «Восходящая звезда»)
- 2004 год — Заслуженная артистка России
- 2010 год — Народная артистка России